# Никколини, Дайанора
Дайано́ра Никколи́ни (англ. Dianora Niccolini; род. в октябре 1936 года, Флоренция, Италия) — американский фотограф итальянского происхождения.

## Биография и творчество
Мать — американка, отец — из старинной флорентийской семьи. В 1945 семья перебралась в США. В 18 лет Дайанора приехала в Нью-Йорк, училась балету, но после знакомства с Уиджи решила стать фотографом. В 1974 впервые участвовала в выставке со своими фотографиями обнажённой женской натуры, в 1975 показала серию обнажённой мужской натуры, которая и стала её преимущественным предметом. В 1979—1985 возглавляла Профессиональное объединение женщин-фотографов. Преподавала в Нью-Йоркском технологическом институте и Нью-Йоркском институте фотографии. Повлияла на творчество Роберта Мэплторпа.

## Публикации
- Women of Vision (1982)
- Men in Focus (1983)
- Big Fun with Billy (2001)